# 五明村 (愛媛県)
五明村（ごみょうむら）は愛媛県の風早郡のちに温泉郡に所属した村である。1955年（昭和30年）に松山市に編入し自治体としては消滅した。地名としての「五明」は松山市立五明小学校などとして残っている。

## 地理
高縄半島の南西部に位置する。松山市街から北の比較的なだらかな高原地帯であり、松山市の一部となってから後ではあるが1962年（昭和37年）に五明牧場が開設されている。現在では野外活動センターやゴルフ場なども立地している。
地域内を菅沢川、五明川、柳谷川などが流れ、やがて南東の石手川と合流する。いずれも小規模河川で、河川沿いにわずかに水田が開けていた。梅木、上総の集落は先に列挙した河川とは別の小規模河川流域であるが、いずれも石手川に合流する。

### 村名の由来
当地一帯は古くは五名郷と呼ばれていた。

## 社会
- 旧村がそのまま8つの大字となった。

菅沢（すげさわ）、神次郎（じんじろう）、城山（じょうざん）、柳谷（やないだに）、恩地（おんじ）、小屋（こや）、梅木（うめき）、上総（かずさ）
時期は不明であるが上総町は2024年度現在は日浦小学校の校区となっている
- 役場は大字菅沢に設置
- 人口

1904年（明治37年）　272戸、1440人
1921年（大正10年）　215戸、1229人
2025年（令和7年）　  499人

## 沿革
- 1889年（明治22年）12月15日 - 町村制の施行により、菅沢村、神次郎村、城山村、柳谷村、恩地村、小屋村、梅木村、上総村が合併して風早郡五明村が発足。
- 1897年（明治30年）4月1日 - 所属郡を温泉郡に変更。
- 1915年（大正04年） - 役場庁舎を菅沢大字大家に新築移転[2]。
- 1930年（昭和05年）12月 - 松山市街地から神次郎までの県道開通[3]。
- 1940年（昭和15年）12月 - 五明郵便局開局[3]。
- 1948年（昭和23年） - 五明村農業協同組合設立[3]。役場仮事務所が農協事務所内に移転[2]。
- 1949年（昭和24年）12月 - 松山-神次郎間に定期バス運行開始[3]。
- 1951年（昭和26年）5月3日 - 五明公民館新築落成[4]。
- 1955年（昭和30年）5月1日 - 松山市に編入。同日五明村廃止。近隣の湯山村、伊台村や久米村との同時の編入。
- 2021年（令和  3年)3月1日‐定期バス運行廃止。

## 教育
- 五明村立五明中学校（閉村時） → 松山市立としても現存していたが、1990年近隣の伊台中学校と統合し、その歴史は幕を閉じた。石碑が残っている[5]。
- 五明村立五明小学校（閉村時） → 松山市立五明小学校として現存。
- 五明村立城山尋常小学校（閉村時）→時期は不明だが閉校している。
- 五明村立五明幼稚園（閉村時） → 松山市立五明幼稚園として現存[6]。

## 出身・ゆかりのある人物
- 松田喜三郎 - 実業家、政治家